# دار نشر بلانيتا
دار نشر بلانيتا (بالإسبانية: Editorial Planeta)‏ هي شركة نشر أسسها خوسيه مانويل لارا إيرنانديث في برشلونة عام 1949. عُدت الشركة الرائدة في مجموعة بلانيتا التي نشرت قُرابة 6000 عنوان لأكثر من 1500 مُؤلف. وُجهت الأغلبية إلى الناطقين باللغة الإسبانية. تمنح كل عام جوائز عدة من بينها جائزة بلانيتا في الآداب وجائزة فيرناندو لارا للرواية وجائزة أثورين وجائزة الآداب الكتالونية رامون لول.
تنشر بلانيتا كتبًا في إسبانيا وفرنسا والبرتغال وأمريكا اللاتينية. منذ تأسسيها وحتى أكتوبر 2017، كان مقرها الرئيسي في برشلونة، إلى أن نُقل مقرها إلى مدريد جراء عملية استقلال كتالونيا 2012-2021.